# Thibaut Giraud
Pour les articles homonymes, voir Giraud.
Thibaut Giraud, né le 6 août 1986 à Paris, est un vulgarisateur, vidéaste web et écrivain français. Il est principalement connu pour sa chaîne YouTube de vulgarisation philosophique Monsieur Phi créée en juillet 2016,. Il est docteur en logique philosophique et a publié des articles de philosophie expérimentale dans des revues à comité de lecture.

## Biographie

### Jeunesse et formation
Thibaut Giraud naît le 6 août 1986 à Paris d'une mère chirurgienne-dentiste et d'un père chef opérateur. Après avoir passé son baccalauréat scientifique par correspondance, il valide une licence de philosophie à l'université Paris-Nanterre et un master 1 à l'université Paris 1[source insuffisante]. Par la suite, il fait son master 2 à l'EHESS de l'Institut Jean-Nicod et soutient en 2016 sa thèse de doctorat, intitulée Il y a des choses qui n'existent pas, dans cette même école, sous la direction de Frédéric Nef,,.
Durant sa formation, il suit les cours de logique de Jérôme Sackur, qui le mèneront à s'intéresser de plus près à cette discipline. Il se dit également influencé, entre autres, par les travaux d'Edward N. Zalta et de Ludwig Wittgenstein.

### Enseignant
Après avoir passé le CAPES, Thibaut Giraud enseigne la philosophie au lycée Marie-Curie de Vire, puis au lycée Marguerite-de-Navarre d'Alençon. Pendant la préparation de sa thèse, il donne également des cours de logique et de philosophie du langage à l'EHESS et à l'Institut catholique de Paris.
En 2017, il met un terme à sa carrière d'enseignant, ce qui lui permet de se consacrer pleinement à sa chaîne YouTube et à ses autres projets de vulgarisation.

## YouTube

### Monsieur Phi
Thibaut Giraud crée sa chaîne YouTube le 14 juillet 2016 et poste sa première vidéo le 4 août 2016.
En 2018, le Ministère de la culture français recense Monsieur Phi parmi les 350 chaînes YouTube culturelles et scientifiques francophones potentiellement adaptées à un usage éducatif.

### Axiome
Le 27 juillet 2017, Thibaut Giraud lance avec Lê Nguyên Hoang le podcast Axiome sur YouTube.

## Autres activités
Thibaut Giraud contribue à la vulgarisation de la philosophie grâce à d'autres supports, dont un site internet actif depuis 2017.
En juillet 2019, il signe, avec de nombreux autres scientifiques et vulgarisateurs, la tribune du collectif No Fake Science, publiée dans L'Opinion[source insuffisante] pour un meilleur traitement des sujets scientifiques dans les médias.
En 2020, il publie, avec Anne-Gaëlle Poirier, un ouvrage d'entrainement destiné aux terminales, Réussir le bac de philo et il publie son premier livre destiné au grand public, Curiosités philosophiques : De Platon à Russell, la même année,.

## Publications
- Il y a des choses qui n'existent pas : En défense d'un meinongianisme logiquement cohérent et ontologiquement économe, Paris, École doctorale de l'École des hautes études en sciences sociales de l'Institut Jean-Nicod (thèse de doctorat en philosophie de la logique), 2016, 445 p.
- De tout et n'importe quoi : En défense d'un meinongianisme logiquement cohérent et ontologiquement économe, (abrégé de sa thèse de doctorat en philosophie de la logique), 267 p.
- Avec Anne-Gaëlle Poirier, Réussir le bac de philo, Paris, Hachette, 2020, 192 p. (ISBN 978-2017119418).
- Curiosités philosophiques : De Platon à Russell, Paris, Seuil, 2020, 368 p. (ISBN 978-2021415124).

Il a également publié des articles de philosophie expérimentale, notamment avec Florian Cova.